# Uzbekfilm

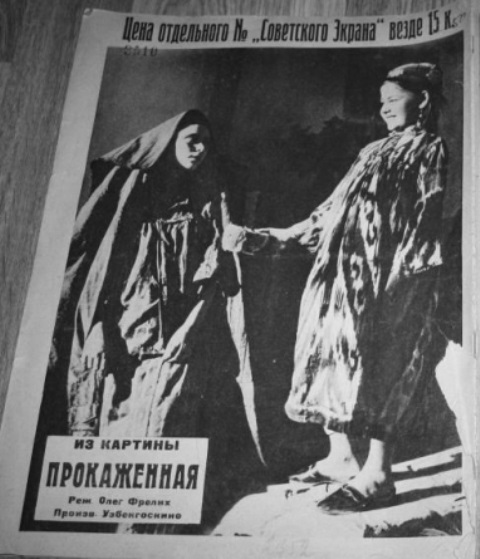
Affiche pour un film ouzbek

Uzbekfilm (même nom en ouzbek; en russe: Узбекфильм), est un studio de cinéma à Tachkent (Ouzbékistan), fondé en 1925 sous le nom de Fabrique de cinéma "Sharq Youldouzi" (Étoile de l'Orient en ouzbek).
Durant son histoire, le studio a produit près de 400 films et une centaine de dessins animés. Le studio a, entre autres, produit la plupart des films de Shuhrat Abbosov, considéré comme l'un des fondateurs du cinéma ouzbek.